# Jacques Schoubben
Jacques Schoubben (Tongeren, 9 de maig de 1931) va ser un ciclista belga que fou professional entre 1954 i 1960. Era el germà gran del també ciclista Frans Schoubben.

## Palmarès
- 1953
  - Vencedor de 2 etapes a la Volta a Bèlgica d'Independents
- 1954
  - 1r a Erpe
- 1955
  - 1r a Jeuk
  - 1r a Tirlemont
  - 1r a Eeklo
  - 1r a Kortenaken
- 1957
  - 1r a Wavre